# 湖南省安康医院
湖南省安康医院隶属于湖南省公安厅，位于湖南省平江县。该医院是一所安康医院，是对危害社会治安的精神病人依法进行强制医疗的专门机构。

## 简介
该医院于2011年9月5日正式揭牌。该医院是依托平江县精神病医院建立的。